# 白须黑胸歌鸲
，是雀形目鹟科的一种鸟类。

## 特征
白须黑胸歌鸲体重约23.27克，翼长约70.8毫米，嘴峰长约15.9毫米，喙宽度约3.3毫米，喙厚度约3.7毫米，跗蹠长约29.6毫米，尾长约63.1毫米。白须黑胸歌鸲是部分迁徙的鸟类，其栖息在半开放的草原环境中，食性为肉食性，主要食物来源是陆生无脊椎动物。

## 分布
拉达克东部至中国西北部（甘肃）、西藏东南部和缅甸极北部。